# Daniel Vandendaul
Daniel Vandendaul, né le 5 septembre 1953 à Lessines (Belgique), est un marcheur athlétique belge.
Vandendaul est spécialiste de la marche athlétique de fond, connu pour ses quatorze participations dans la course d'ultra-marathon (marche de grand fond) Paris-Colmar. Il s'y classe sept fois dans les dix premiers dont une troisième place en 1988 et une deuxième place en 2019. Il est membre du RCABW (Royal Club d'athlétisme du Brabant Wallon).

## Biographie
Daniel  Vandendaul, né en 1953, fait du sport depuis l'âge de 7 ans. Il participe au début à des cross, puis découvre la marche à l'armée et représente sa caserne en 1976 aux championnats de Belgique de marche sur 20 km où il finit à la deuxième place. Il a réalisé trente fois les 200 km en moins de 24h et a remporté 28 victoires.
Professionnellement, il a été manager chez Baxter à Lessines pendant 40 ans.
Il a reçu le titre de maintenance manager belge de l'année en 1998 et second de l’euro maintenance en 2016.[réf. nécessaire]
Actuellement, il est consultant en entreprises sur les sujets suivants : audit, screening de compétences, formations et coaching dans les domaines du management, de la maintenance, de la qualité, de la sécurité et de l'environnement chez DVConsulting[pertinence contestée].[réf. nécessaire]
Daniel Vandendaul habite à Lens.

## Palmarès
| Discipline                   | Distance (km) | Temps        | Vitesse moyenne | Année | Lieu            | Résultat  |
| ---------------------------- | ------------- | ------------ | --------------- | ----- | --------------- | --------- |
| 24 heures de Mons            | 173           | 24 h 00' 00" | 7,208 km/h      | 1980  | Mons            | 17e       |
| 24 heures de Château-Thierry | 195,496       | 23 h 41' 45" | 8,250 km/h      | 1984  | Château-Thierry | 8e        |
| 28 heures de Roubaix         | 246,14        | 28 h 08' 15" | 8,748 km/h      | 1984  | Roubaix         | 2e        |
| 200 km route                 | 200           | 22 h 03' 51" | 9,064 km/h      | 1986  | Mons            | Vainqueur |
| 28 heures de Roubaix         | 238,32        | 28 h 06' 22" | 8,479 km/h      | 1987  | Roubaix         | 2e        |
| 200 km route                 | 200           | 22 h 39' 02" | 8,830 km/h      | 1989  | Bar-le-Duc      | 6e        |
| 12 heures de Frasnes         | 115,2         | 12 h 04' 00" | 9,547 km/h      | 1989  | Frasnes         | Vainqueur |
| 200 km route                 | 200           | 22 h 10' 57" | 9,016 km/h      | 1991  | Bazancourt      | 4e        |
| 24 heures de Bazancourt      | 192           | 23 h 52' 40" | 8,041 km/h      | 1993  | Bazancourt      | 15e       |
| 100 miles route              | 160,934       | 18 h 52' 40" | 8,525 km/h      | 1993  | Londres         | Centurion |
| 24 heures de Bazancourt      | 196           | 23 h 34' 54" | 8,312 km/h      | 1997  | Bazancourt      | 12e       |
| 24 heures de Bourges         | 180,413       | 24 h 00' 00" | 7,517 km/h      | 2016  | Bourges         | 5e        |

### Paris-Colmar
- 1988 : 533 km en 69 h 31' 00" (moyenne : 7,667 km/h) : 3e place
- 1990 : 522 km en 70 h 55' 00" (moyenne : 7,361 km/h) : 7e place
- 1991 : 523 km en 72 h 41' 00" (moyenne : 7,196 km/h) : 8e place
- 1994 : 520 km en 69 h 12' 00" (moyenne : 7,514 km/h) : 9e place

### Performances athlétiques réalisées après 60 ans
- 2018 : 100 km de Wadelincourt en 12 h 37' 43" (moyenne : 7,919 km/h): Champion de Belgique du 100 km
- 2019 : Paris - Alsace (La Nocéenne) : 227,200 km en 31 h 50' 54" (moyenne : 7,134 km/h): termine deuxième[2]